# Frances the Mute
Frances The Mute è il secondo album dei The Mars Volta pubblicata dalla GSL/Universal.

## Il disco
Il disco è un concept basato su un diario ritrovato dal membro della band Jeremy Michael Ward sul retro di una macchina che stava reclamando come "repo-man" a un cliente insolvente, che raccontava la vita dell'autore eccezionalmente simile a quella vissuta dallo stesso Jeremy.
Originariamente pianificato in sei tracce, con le edite cinque precedute da una title track, il disco fu edito senza la stessa per limiti tecnici del supporto-CD, e la canzone 'Frances The Mute' considerata a detta della band una sorta di "decoder" dell'intera opera e del suo concept fu in seguito pubblicata come 12" bonus gratuito e come lato b del singolo 'The Widow'.

## Tracce
Questa è la versione del disco originariamente ed ufficialmente concepita.
Il disco fu edito senza la traccia iniziale 'Frances The Mute'.
1. "Frances the Mute" – 14:36
  1. "In Thirteen Seconds"
  2. "Nineteen Sank, While Six Would Swim"
  3. "Five Would Grow and One Was Dead"
2. "Cygnus....Vismund Cygnus – 13:08
  1. "Sarcophagi"
  2. "Umbilical Syllables"
  3. "Facilis Descenus Averni"
  4. "Con Safo"
3. "The Widow" – 5:57
4. "L'Via L'Viaquez" – 12:27
5. "Miranda That Ghost Just Isn't Holy Anymore" – 13:09
  1. "Vade Mecum"
  2. "Pour Another Icepick"
  3. "Pisacis (Phra-Men-Ma)"
  4. "Con Safo"
6. "Cassandra Gemini" – 32:32
  1. "Tarantism"
  2. "Plant a Nail in the Navel Stream"
  3. "Faminepulse"
  4. "Multiple Spouse Wounds"
  5. "Sarcophagi"